# Carolyn Burns
Pour les articles homonymes, voir Burns.
Carolyn Waugh Burns, née le 3 février 1942 à Lincoln (Nouvelle-Zélande), est une écologue néo-zélandaise spécialisée dans les lacs. Elle est professeur émérite à l'université d'Otago.

## Jeunesse, famille et études
Burns naît le 3 février 1942 à Lincoln, en Nouvelle-Zélande. Elle est la fille de Ruth Alvina Burns (née Waugh) et de Malcolm McRae Burns, un scientifique agronome. Elle fait ses études au Christchurch Girls' High School, avant d'étudier la zoologie à l'université de Canterbury, d'où elle obtient un Bachelor of Science avec les honneurs de première classe en 1962,. Elle termine un doctorat à l'université de Toronto en 1966, avec sa thèse intitulée The feeding behaviour of Daphnia under natural conditions.
En 1981, Burns épouse John Ingram Hubbard, professeur de physiologie à l'université d'Otago. Il meurt en 1995.

## Carrière académique
Après une période de travail comme chercheuse associée en biologie à l'université de Yale de 1967 à 1968, Burns retourne en Nouvelle-Zélande et occupe un poste de chargée de cours en zoologie à l'université d'Otago. Elle accède au rang de professeur, obtenant une chaire personnelle de zoologie en 1993, et dirige le département de zoologie entre 1997 et 1999. À sa retraite en 2010, Burns reçoit le titre de professeur émérite de l'université d'Otago.
Burns est membre du Conseil pour la conservation de la nature de 1975 à 1990, dont cinq ans en tant que présidente, entre 1978 et 1983. Elle est également membre de l'Autorité des parcs nationaux et des réserves de 1981 à 1990. Burns s'engage au sein de l'Union internationale pour la conservation de la nature (UICN), siégeant à sa Commission sur l'éducation de 1979 à 1988, à la Commission sur l'écologie de 1988 à 1990, et la Commission des parcs nationaux et des zones protégées à partir de 1988. Elle est conseillère de l'UICN à l'échelle régionale de 1984 à 1990 et préside le comité néo-zélandais des membres de l'UICN de 1986 à 1990.
Elle est animatrice du groupe de travail « Écologie, évolution et comportement » pour le fonds Marsden.

## Prix et distinctions
Lors de la cérémonie de décoration organisée pour l'anniversaire de la reine Élisabeth II en 1984, Burns est nommée commandeur de l'ordre de l'Empire britannique, pour services rendus pour la conservation de la nature. En 1990, elle reçoit la Médaille commémorative de Nouvelle-Zélande 1990.
Burns est élue membre de la Société royale de Nouvelle-Zélande en 1993. En 2007, elle reçoit la médaille Naumann-Thienemann de la Société internationale de limnologie (SIL) pour ses « études exceptionnelles sur la physiologie et la dynamique des populations du zooplancton de l'hémisphère sud et sur les interactions du réseau trophique, ainsi que pour ses efforts infatigables et fructueux en faveur des lacs de Nouvelle-Zélande et pour son service rendu au SIL ». En 2017, Burns reçoit la médaille Marsden de l'Association des scientifiques de Nouvelle-Zélande. La même année, Burns est sélectionnée parmi les « 150 femmes en 150 mots » de la Société royale de Nouvelle-Zélande, célébrant les contributions des femmes au savoir en Nouvelle-Zélande.
Lors de la cérémonie pour l'anniversaire de la reine en 2021, Burns est nommée Dame compagnon de l'ordre du Mérite de Nouvelle-Zélande, pour services rendus à la recherche écologique.